# 窨井
，是專門用來放置城市地下管线的地下空间。其地面出入口稱人孔，通常以人孔蓋覆盖。中国东北地区俗称为马葫芦。 

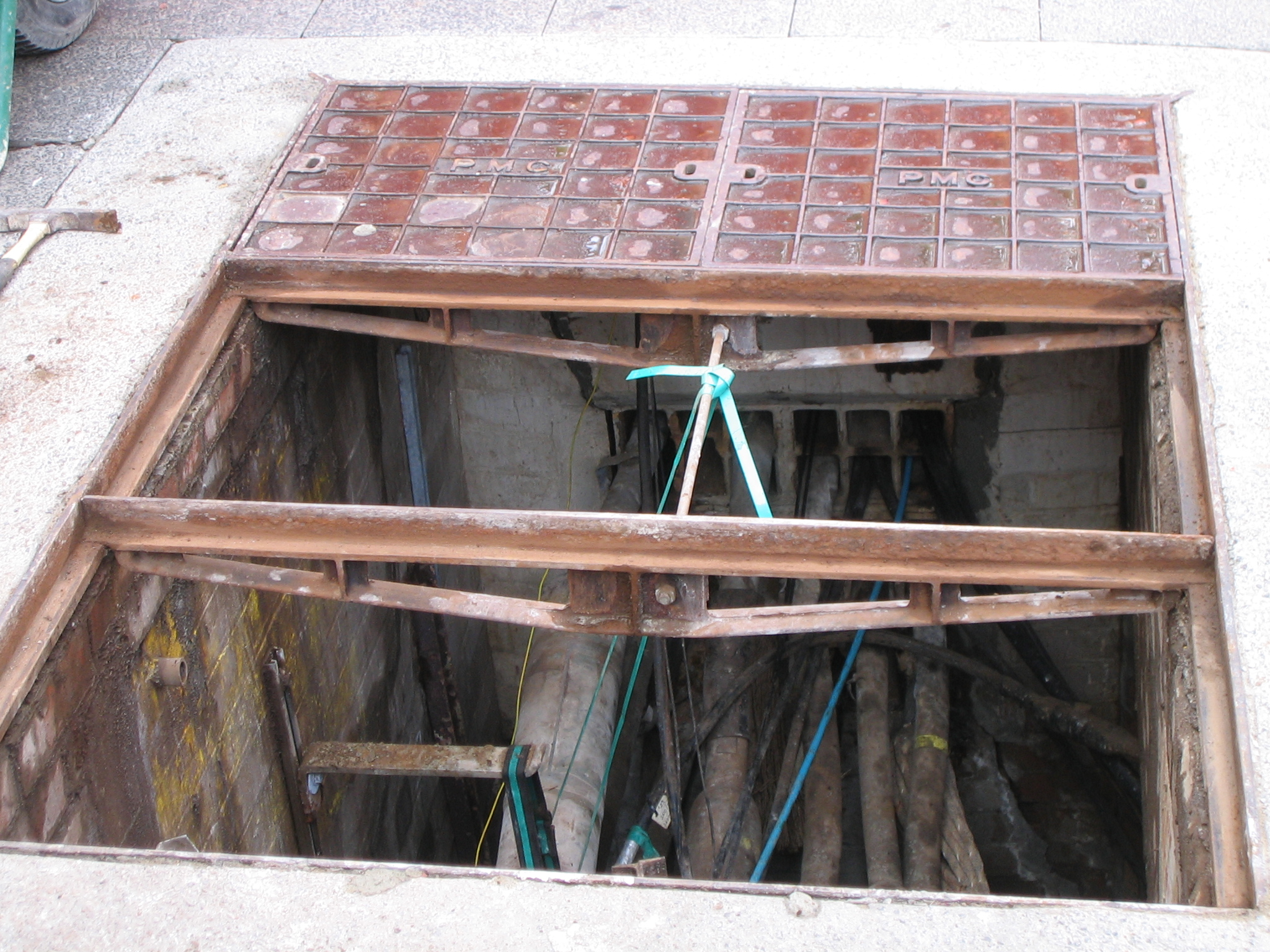
一个盖子被部分打开的沙井

在城市中，所有的公共供水、污水渠、電力線、瓦斯、電話線、光纖網絡等都可能透過沙井下的地下通道聯結。人孔是其向地面的出口，被人孔蓋覆盖。地下管道多是直線的，當需要轉向時，在轉向位設置沙井，目的是使直線管道不易阻塞，而且易於安裝管線。除此之外，為了便工作及安全，在一定長度之管道中途皆會設置沙井，以便進出管道。
在排污工程中，不同設計的沙井可以有不同功能，如跌級沙井、隔沙沙井等。跌級沙井是入水由高處撞上沙井底以消耗動能，能減少出水的動能，適合由高向低處排水。隔沙沙井是沙井底部陷下以收集垃圾。
因為沙井蓋下方的渠是密封場地，常因沼氣、二氧化碳等氣體浓度过高。清潔工人、修渠工人、電話線技工及出動救援的消防員等人員，進入工作前需使用通風機將地面上的新鮮空氣引入，以免导致缺氧或氣爆，發生職業災害。

## 外部参考
- . . 电子版香港法例.   [2021-07-26]. （原始内容存档于2021-07-26）.
- 何志平的作文《沙井渠蓋》 （页面存档备份，存于）（繁體中文）
- . （原始内容存档于2015--09-24） （中文（香港））.
- . 香港政府資訊中心. 2009-11-04. （原始内容存档于2019-10-30） （中文（香港））.
- . （原始内容存档于2015-09-24） （中文（香港））.